# Тулубьевы
Тулубьевы — древний дворянский род.
Род внесён в родословные книги Воронежской, Псковской, Тверской, Тульской и Курской губерний.
В современной России представлен крайне малым числом представителей рода. Ветви рода представлены в Иркутской, Тверской, Тульской, Ленинградской областях, Ижевске, Москве, Санкт-Петербурге.

## История рода
Опричником Ивана Грозного числился Григорий Тулубьев (1573).
Потомки рода: Григорий Васильевич и Лука Григорьевич (дети Тулубьева) — написаны в списке в числе дворян и детей боярских. Павел Лукин Тулубьев служил в городовых дворянах и вёрстан (1606) поместным окладом.

## Описание герба
В серебряном поле чёрный одноглавый орёл с распростёртыми крыльями. На его голове видна корона и поднятая рука с саблей. На груди орла в голубом овальном щите изображён золотой крест и серебряная подкова шипами вверх (польский герб Ястржембец), а в лапах — лавровая ветвь.
На щите дворянский коронованный шлем. Нашлемник: поднятая рука с саблей. Намёт на щите золотой, подложенный голубым. Герб рода Тулубьевых внесён в Часть 6 Общего гербовника дворянских родов Всероссийской империи, стр. 38.

## Известные представители
- Тулубьев Василий — губной староста, воевода во Владимире на Клязьме (1626—1627)[4].
- Тулубьевы: Иван Иванович, Терентий Максимович, Григорий Никифорови — московские дворяне (1677—1692)[5].
- Тулубьев Алексей Александрович (1804—1883) — генерал от инфантерии.
- Тулубьев, Всеволод Степанович (?—1843) — генерал-лейтенант флота, герой русско-турецкой войны, капитан над Николаевским портом.